# Моє ім'я Долемайт
«Моє ім'я Долемайт» (англ. Dolemite Is My Name) — американський біографічний фільм режисера Крейга Брюера. Авторами сценарію виступили Скотт Александер і Ларрі Карашевський. Фільм присвячений історії успіху чорного стендап — коміка і діяча кіно Руді Рея Мура, роль якого виконав американський актор Едді Мерфі.
Прем'єра фільму відбулася на кінофестивалі у Торонто 7 вересня 2019 року, потім стрічку було випущено в обмежений кінопрокат 4 жовтня 2019 року, потім, 25 жовтня, вона стала доступною для перегляду на відео-сервісі Netflix. Фільм отримав визнання критиків. Вони схвально відреагували на повернення знаменитого актора-коміка Едді Мерфі на кіноекрани і на його правдоподібне виконання ролі Долемайта.

## Сюжет
Дія відбувається у 70-х роках у Лос-Анджелесі, у чорному «гетто». Недолугий музикант Руді Мур (Едді Мерфі) працює у музичному магазині і безрезультатно намагається просунути свої пісні на місцеву радіостанцію. Вночі Руді підробляє у музичному клубі, де також безрезультатно умовляє власника клубу дати йому можливість виступати коміком. Руді, не втрачаючи надію завоювати славу, шукає натхнення у безпритульних волоцюг, записуючи їхні жарти на магнітофон. Руді розвиває новий стиль речитативу. Глядачам припадає до душі стендап Руді, і він швидко стає знаменитістю серед чорношкірого населення Лос-Анджелеса. Руді вибирає для себе сценічний образ — сутенер Долемайт.
Руді хоче продавати записи своїх виступів на платівках, але не знаходить дистриб'ютора. У результаті він позичає гроші у своєї багатої тітоньки Лунелл Кемпбелл, і сам зі своїм другом Джиммі Лінчем (Майк Еппс) береться за створення партії дисків, які дуже швидко розпродаються. З Руді зв'язуються брати Біхарі й погоджуються фінансувати розповсюдження дисків, які незабаром навіть потрапляють в чарти. Про «Долемайта» дізнаються і в інших містах. Так Руді вирішує влаштувати тур по містах Америки. В одній із поїздок Руді знайомиться з Леді Рід (Давайн Джой Рендольф) — самотньою матір'ю — і, помічаючи в ній потенціал, пропонує стати їй своєю протеже.
Руді розуміє, що на цьому зупинятися не хоче і має намір зняти власний фільм у жанрі блексплотейшн, націлений на чорну аудиторію. Проте всі намагаються переконати Руді, що це погана ідея. Однак, знайшовши спонсорів в особі братів Біхарі, а також завдяки зв'язкам і підтримці друзів, Руді вдається залучити команду молодих білих студентів із Каліфорнійського університету у якості знімальної групи, серед яких був майбутній відомий оператор-постановник Ніколас Джозеф фон Штернберг (Коді Сміт-МакФі). Також Руді задіяв драматурга Джеррі Джонсона (Кіген-Майкл Кі) і актора Д'Арвіля Мартіна (Веслі Снайпс), відомого своєю другорядною роллю у фільмі «Дитина Розмарі», за умови, що той виступить режисером фільму. Фільм під назвою «Долемайт» повинен був стати комедійним бойовиком, націленим на «чорну аудиторію», з комедійними, еротичними сценами, перестрілками і кунг-фу.
Зйомки фільму йдуть без будь-яких форс-мажорних обставин, проте враження псує занадто невміле володіння карате Руді. Д'Арвіль відкрито демонструє своє презирство до зйомок і навіть поспішає покинути команду одразу ж після їх завершення, заявляючи, що ніхто не буде дивитися цей фільм. Слова Мартіна здаються правдоподібними, оскільки жоден з кінодистриб'юторів не погоджується купити фільм. Він вирішує повернутися до гастролювання, хоча і з набагато меншим ентузіазмом. Знайомий місцевий ді-джей (Кріс Рок) пропонує Руді допомогу, оскільки його родич володіє кінотеатром і міг би організувати прем'єру «Долемайта». Руді почав сам на вулиці і через місцеве радіо рекламувати свій фільм. Попри страхи, прем'єра фільму була вкрай успішною, а заповненість залу склала 98 %.
Голлівудський кінорежисер (Боб Оденкірк), чия компанія Dimension Pictures нещодавно відмовилася купувати «Долемайта», поспішила зв'язатися з Руді і запропонувала просувати фільм серед чорношкірого населення по всій Америці. Руді погодився. Хоча критики написали розгромні відгуки про «Долемайта», назвавши його «жахливим, халтурним і хаотичним», фільм мав успіх і швидко зібрав навколо себе безліч шанувальників.
В епілозі фільму відзначається, що Руді Рей Мур продовжував гастролювати і зніматися у продовженнях «Долемайта» до своєї смерті в 2008 році, а також, що винайдений ним стиль мови — римований речитатив афроамериканського сленгу, став натхненням для найперших реперів початку 1980-х років. Таким чином, Руді Мур визнаний «хрещеним батьком репу».

## Акторський склад
- Едді Мерфі — Руді Рей Мур[3]
- Кіген-Майкл Кі — Джеррі Джонс
- Майк Еппс — Джиммі Лінч
- Крейг Робінсон — Бен Тейлор
- Тітусс Берджесс — Теодор Тоні
- Да'Він Джой Рендольф — леді Рід / Квін Бі
- Веслі Снайпс — Мартін Д'Арвіль[4]
- Александар Філімонович — Йосип Біхарі
- T.I. — Волтер Крейн
- Кріс Рок — Боббі Вейл
- Рон Сефас Джонс — Рікко
- Лунелл Кемпбелл — тітонька Руді
- Джеральд Дауні — Боб Брукс
- Коді Сміт-Макфі — Ніколас Джозеф фон Штернберг
- Snoop Dogg — Рой
- Боб Оденкірк — Лоуренс Вулнер
- Баррі Шабака Хенлі — Демонд
- Таша Сміт — дружина Джиммі
- Джилл Сейвел — біла актриса

## Створення

### Підготовка
Американський комік-актор Едді Мерфі зауважив, що давно мріяв зняти біографічний фільм про Руді Мура, його кумира дитинства. Ще в 2003 році Мерфі зустрів сценаристів Скотта Александера і Ларрі Карашевського, і вони почали працювати над проектом. Скотт і Карашевський працювали над сценарієм з урахуванням того, щоб він сподобався Едді Мерфі. Як вони зауважили, «якщо Едді сподобається, ми знімаємо фільм, якщо Едді не подобається, тоді фільму немає». Сценаристи вперше познайомилися з творчістю Руді Мура через перегляд трейлерів його фільмів про Долемайта. Александер зацікавився творчістю Мура, однак на початку 2000-х було вкрай складно роздобути копії маловідомих фільмів, для чого сценаристу довелося вирушити в міський квартал, де розташовувалася колишня кіностудія Мура, щоб розшукати і купити копію.
Мерфі вдалося зв'язатися з самим Руді Муром і організувати з ним і двома сценаристами зустріч. Сам Мур зізнався, що Едді Мерфі ідеально підійде на роль його камео і в подробицях розповів про свої життєві історії. Проте Едді Мерфі так і не зумів знайти фінансову підтримку для свого проекту. Він зауважив, що відвідав багато студій, і всі їхні претензії зводилися до того, що вони не готові фінансувати байопік про «нікому не відомого» коміка. Едді зізнався, що його боротьба за створення фільму була схожа з боротьбою Руді за створення і просування «Долемайта». Здавалося, що проект був покинутий назавжди. Проте після успіху серіалу «Народ проти О. Джея Сімпсона: Американська історія злочинів», де Александер і Карашевський виступали сценаристами, вони накопичили достатньо коштів, щоб зв'язатися в 2016 році з Едді Мерфі і відродити проект по створенню байопіку про Руді Мура. Мерфі зі сценаристами знайшли спонсора в особі Netflix, яким сподобалася ідея. Карашевський зауважив, що трохи раніше вони просто не змогли б знайти спонсора. У якості режисера був обраний Крейг Брюер. У червні 2018 року також було оголошено основний акторський склад.
Багато іменитих темношкірих акторів погодилося брати участь у фільмі. Едді Мерфі зауважив, що йому також хотілося торкнутися у фільмі теми створення кіножанру Blaxploitation, оскільки, незважаючи на низькі бюджети і якість, зазначені фільми з майже повністю чорношкірим акторським складом порушували актуальні для чорношкірого населення теми. І ціле покоління афроамериканців, в тому числі і Едді Мерфі, виросли на цих фільмах.

### Зйомки

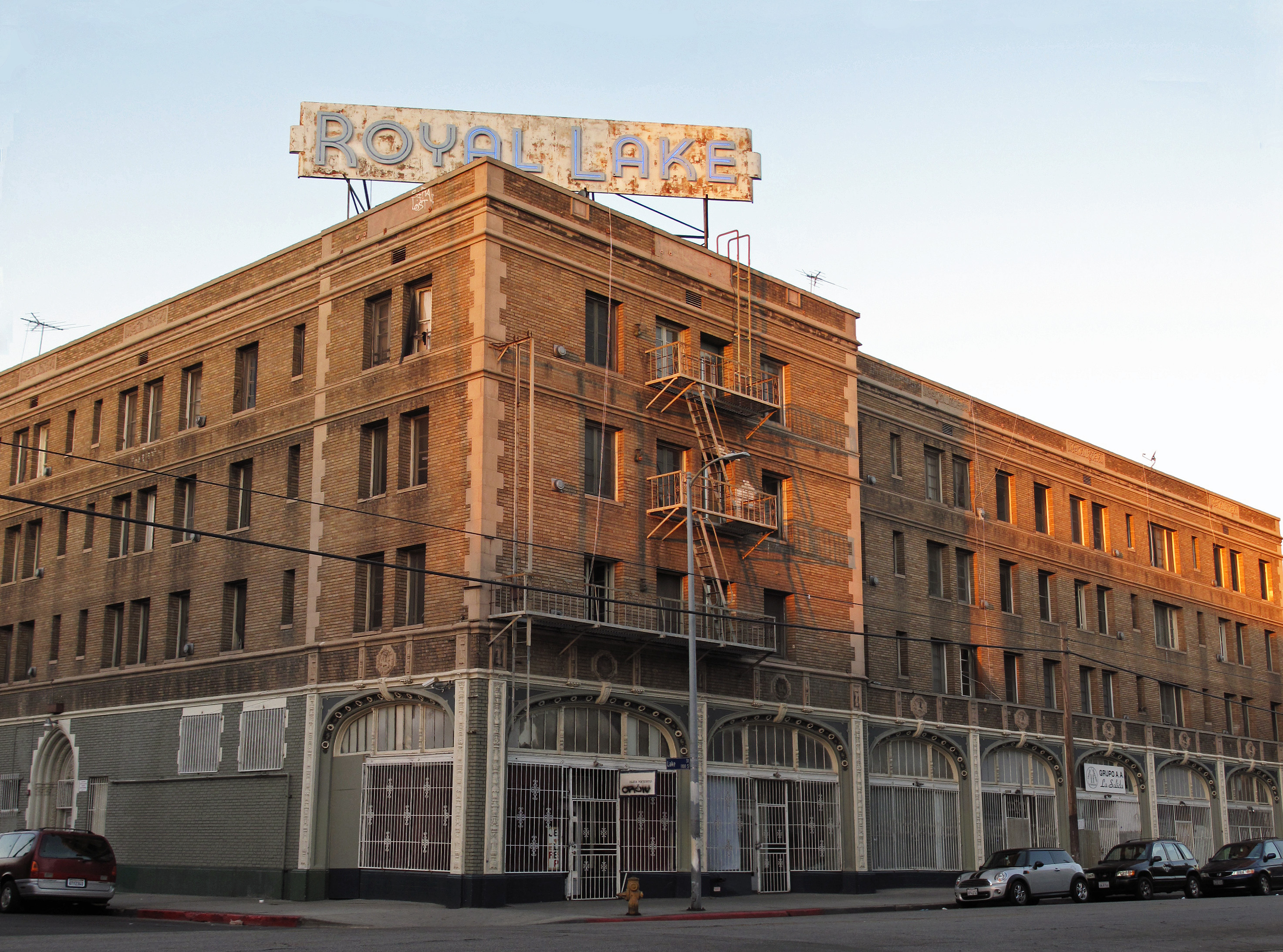
Оскільки будівлю колишньої кіностудії Долемайта було реконструйовано під готель, в якості місця зйомок були обрані житлові апартаменти Royal Lake

Зйомки фільму почалися у червні 2018 року. Для них спеціально підбиралися локації і інтер'єри, створені в 70-і роки і раніше. Сценаристи Александер і Карашевський ще з 2003 року роз'їжджали вулицями Лос-Анджелеса у пошуках відповідних локацій і з низьким трафіком, адже для зйомок доводилося б перекривати вулиці. Особлива складність полягала в пошуках відповідних локацій середнього заходу і східного узбережжя, де, відповідно до сюжету, Руді гастролював, бо йшлося про закриті концертні зали і часом таємні «сараї», де чорношкірі відчували себе у безпеці в часи ще сильної расової сегрегації на півдні США.
Інша проблема полягала в тому, що багато локацій Лос-Анджелеса, що стали важливими у творчій кар'єрі Мура, вже перестали існувати в їх «колишньому» вигляді, для чого сценаристи шукали найбільш «схожі» локації. Наприклад, той самий «Каліфорнійський клуб» на розі авеню Санта-Барбара і Сент-Ендрюс-плейс, де дебютував Мур, нині став пральнею. Творцям довелося вивчити близько 50 схожих клубів, і, зрештою, їхній вибір зупинився на клубі Flamenco El Cid на бульварі Сансет у районі Срібного озера. Сцени музичного магазину Dolphin's of Hollywood знімалися у магазині вінілових платівок Poo-Bah Records. Сцени у покинутій будівлі готелю Соммервілля, де Руді влаштував свою «нелегальну» студію, також знімалися в інший локації через те, що тут розташовується нині діючий готель Данбар. З цієї причини нижній поверх будівлі був відтворений у вестибюлі, в центральній студії Лос-Анджелеса. Інші поверхи і кімнати знімалися в апартаментах Royal Lake, на розі 11-ї вулиці і Лейк-стріт у Піко-Юніон. Сама будівля мала явну зовнішню схожість із «Данбаром». Самі зйомки тривали 44 дні, протягом яких команда побувала у 89 різних місцях.
Для зйомок вибиралися по можливості ті ж міські локації, в яких Руді Мур знімав свої фільми, аж до житлової ділянки, де відбулася сцена безглуздого кунг-фу. Творці зізналися, що створення сцени, де Мерфі «штовхає» у багажник бандитів, була найвеселішою за весь час зйомок. Також команда шукала предмети і одяг того часу, з трикотажу і поліестеру. Однак для актора Крейга Робінсона довелося шити одяг, оскільки команда не зуміла знайти вінтажний одяг розміру плюс сайз.

## Критика
Фільм у цілому отримав визнання кінокритиків. Рейтинг схвалення фільму на сайті Rotten Tomatoes склав 97 % із середньою оцінкою 7,91/10 балів на основі 171 рецензії. Критики в основному похвалили гідне і «блискуче» повернення Едді Мерфі на кіноекрани. За версією сайту Metaciritc середня оцінка фільму становить 78 балів з 100 на основі 32 оглядів. Російські критики також позитивно відгукнулися про фільм. За версією сайту Критиканство середня оцінка склала 85 балів зі 100.
Критик сайту Variety описав виступи Мерфі як своєрідне повернення, помітивши, що, «Як зухвалий шахрай, який створив» Долемайта, «Едді Мерфі виступив у кращій своїй ролі за останні роки у фільмі, який став своєрідною блексплотейшн-відповіддю фільму» Горе-творець. «…Він входить у роль Руді, як матюкливого й одночасно безцінного коміка з роздутим его».

Рецензент журналу The Washington Free Beacon знайшов явні подібності «Долемайта» з фільмом 1994 року «Ед Вуд» та зауважив:
...Мерфі тут просто незрівнянний, і він заслуговує Оскара, хоча майже напевно не отримає його. Це красиве і уважне до деталей дійство, у якому найбільший комік свого покоління з успіхом затьмарює свій унікальний блиск, щоб відповідати у повній мірі образу Мура.
Критик сайту Disgustingmen зауважив, що фільм наповнений легкої атмосферою самоіронії, без надуманих конфліктів, де видно, що навіть самі актори отримували задоволення від процесу зйомки:
«Долемайт», який знімає Руді — це самопародія на його життя. Але і сам Руді у «Моє ім'я Долемайт» — це пародія на Едді Мерфі. На словах важкувато, але у фільмі це все органічно вловлюється. Взагалі, приємно, як Едді Мерфі глузує з себе: безжально, смішно і без тіні жалю. Мабуть, для нього це як психотерапія.

## Нагороди та номінації
Кінопремія «Золотий глобус» (77-ма церемонія).
- Найкраща чоловіча роль — комедія або мюзикл — Едді Мерфі — Номінація.
- Найкращий фільм — комедія або мюзикл — Номінація.